# Letnie Igrzyska Paraolimpijskie 2000
11. Letnie Igrzyska Paraolimpijskie odbyły się w dniach 18–29 października 2000 roku w australijskim Sydney.
Podczas Igrzysk rozdano 551 złotych medali w 20 dyscyplinach.
W igrzyskach wystartowało 127 państw (w tym: Barbados, Benin Kambodża, Kostaryka, Salwador, Gwatemala, Gwinea, Irak, Laos, Liban, Lesotho, Madagaskar, Mali, Mauretania, Mongolia, Niger, Palestyna, Papua-Nowa Gwinea, Filipiny, Rwanda, Samoa, Sudan, Turcja, Turkmenistan, Vanuatu i Wietnam – państwa, które nie startowały na paraolimpiadzie w Atlancie w 1996 roku).

## Dyscypliny
| - łucznictwo - lekkoatletyka - koszykówka - boccia - kolarstwo - jeździectwo - piłka siedmioosobowa | - goalball - judo - podnoszenie ciężarów - żeglarstwo - strzelectwo - pływanie - tenis stołowy | - siatkówka - koszykówka na wózkach - szermierka na wózkach - rugby na wózkach - tenis na wózkach |

## Tabela medalowa
| Rk  | Kraj              | Złoto | Srebro | Brąz | Razem |
| 1.  | Australia         | 63    | 39     | 47   | 149   |
| 2.  | Wielka Brytania   | 41    | 43     | 47   | 131   |
| 3.  | Kanada            | 38    | 33     | 25   | 96    |
| 4.  | Hiszpania         | 38    | 30     | 38   | 106   |
| 5.  | Stany Zjednoczone | 36    | 39     | 34   | 109   |
| 6.  | Chiny             | 34    | 22     | 17   | 73    |
| 7.  | Francja           | 30    | 28     | 28   | 86    |
| 8.  | Polska            | 19    | 22     | 12   | 53    |
| 9.  | Korea Południowa  | 18    | 7      | 7    | 32    |
| 10. | Niemcy            | 16    | 41     | 38   | 95    |